# Grand Prix automobile de Singapour 2023
GP précédent GP suivant
Le Grand Prix automobile de Singapour 2023 (Formula 1 Singapore Airlines Singapore Grand Prix 2023) disputé le 17 septembre 2023 sur le circuit urbain de Singapour, est la 1094e épreuve du championnat du monde de Formule 1 courue depuis 1950. Il s'agit de la quatorzième édition du Grand Prix de Singapour comptant pour le championnat du monde de Formule 1 et la seizième manche du championnat 2023. Depuis la première édition de ce Grand Prix en 2008, les essais libres 2, les qualifications et la course ont lieu en nocturne.
Alors que, pour la première fois de la saison, Max Verstappen en difficulté avec sa RB19, ne s'extrait pas de la Q3 et s'élance onzième, Carlos Sainz obtient sa deuxième pole position consécutive, la cinquième de sa carrière. Les Ferrari occupent la première ligne en fin de séance, quand George Russell intercale sa Mercedes W14 en prenant l'ascendant sur Charles Leclerc, repoussé en deuxième ligne, avec Lando Norris. Lewis Hamilton, cinquième, devance Kevin Magnussen en troisième ligne ; ils précèdent Fernando Alonso et Esteban Ocon. Nico Hülkenberg et Liam Lawson (pour la première fois en Q3) partent de la cinquième ligne. Lance Stroll, qui s'est violemment crashé à la fin de la Q1, provoquant une longue interruption au drapeau rouge, est forfait pour la course.
Leader de la course de bout en bout et faisant preuve, dans les derniers tours, d'une belle intelligence tactique, Carlos Sainz met fin aux parcours hégémoniques de Red Bull Racing qui restait invaincue en 2023, et de Max Verstappen dont la série record s'arrête à dix victoires consécutives. Le podium, inédit cette saison, voit Sainz s'imposer pour la deuxième fois de sa carrière, en offrant à son patron Frédéric Vasseur sa première victoire en Formule 1, et Lando Norris occuper la deuxième place devant Lewis Hamilton qui porte son record à 196 podiums.   
La stratégie de la Scuderia Ferrari fonctionne de façon limpide au départ : chaussé de pneus tendres, contrairement aux autres pilotes du haut de la grille, Charles Leclerc dépasse George Russell dès l'extinction des feux et peut ainsi rouler en deuxième position en protégeant son coéquipier, les ingénieurs de course lui demandant de ralentir le peloton autant que possible. Tout est pourtant remis en cause quand, au dix-neuvième tour, Logan Sargeant tape le mur et rentre lentement vers son stand sans son aileron avant, coincé sous son train avant, ce qui laisse de nombreux débris de carbone en piste. La voiture de sécurité déployée, Sainz profite d'un arrêt gratuit, alors que Leclerc, qui arrive devant son box quelques secondes plus tard, doit patienter pour repartir en raison du trafic intense dans la voie des stands ; il est ainsi dépassé par Verstappen et Pérez qui, partis en pneus durs, sont restés en piste, mais aussi par Russell, Norris et par Hamilton. 
Quand elles effectuent leurs arrêts, au 39e et 40e tours, les Red Bull plongent en queue de classement ; Sainz est toujours en tête, devant Russell, Norris, Hamilton, Leclerc et Ocon. Le pilote Alpine abandonne en bord de piste, boîte de vitesses cassée, au quarante-deuxième tour, ce qui provoque le déclenchement de la voiture de sécurité virtuelle. Mercedes tente alors un pari tactique en arrêtant ses deux pilotes, au quarante-quatrième passage, pour profiter des trains de pneus medium neufs gardés en réserve. Ressortis à 25 et 30 secondes du trio de tête, ils tournent deux secondes au tour plus vite que les leaders, fondent sur Leclerc qu'ils dépassent à huit tours de l'arrivée puis reviennent dans les roues de Norris, lui même dans les échappements de Sainz. Constatant la situation, l'Espagnol décide de légèrement ralentir pour laisser Norris à moins d'une seconde, dans sa zone DRS. Ainsi, en ouvrant son aileron arrière mobile dans les lignes droites, le pilote McLaren le protège des Mercedes et, accessoirement, protège sa deuxième place. Dans le dernier tour, Russell, à l'attaque, accroche le mur et part tout droit se planter dans les protections. Hamilton monte dès lors sur le podium et Leclerc finit quatrième en contenant, sur la ligne d'arrivée, Verstappen revenu de loin. Pierre Gasly se défait des Haas et d'Oscar Piastri et se classe sixième devant le rookie australien ;  Sergio Pérez termine loin derrière lui. Le novice Liam Lawson termine neuvième pour son troisième départ dans la discipline alors que ses prédécesseurs chez AlphaTauri (Nyck de Vries et Daniel Ricciardo) n'ont pas inscrit le moindre point en douze manches disputées. Sixième sur la grille, Kevin Magnussen sauve le point de la dixième place.  
L'avance de Verstappen (374 points) sur Pérez (223 points) au championnat du monde (151 unités) est telle qu'il pourrait être sacré dès le Qatar. Grâce à son podium, Hamilton (180 points) déloge Alonso (170 points), qui n'a pas marqué, de la troisième place. Suivent les pilotes Ferrari, Sainz (142 points) devant Leclerc (123 points) et, au septième rang, Russell (109 points) qui devance Norris (97 points). Plus loin, Stroll (47 points) est sous la menace de Gasly (45 points) et de Piastri, onzième avec 42 points. Chez les constructeurs, Red Bull Racing (597 points) est proche de conserver son titre, avec toujours plus du double de points que Mercedes (289 points) dont la deuxième place reste sous la menace de Ferrari (265 points). Aston Martin recule au quatrième rang (217 points) mais garde de la marge sur McLaren (139 points) et Alpine (81 points). Williams pointe au septième rang, grâce aux 21 points du seul Alexander Albon, et devance Haas (12 points), Alfa Romeo (10 points) et AlphaTauri (5 points).

## Contexte avant la course

### Modification du tracé du circuit
|  |

À partir de 2023, le circuit de Marina Bay ne passe plus sous la tribune des anciens virages no 18 et no 19, dans le secteur 3. En effet, des travaux de construction d'un complexe permanent (centre de sport, promenade sur le front de mer et espace de parade de la fête nationale), entamés en mars 2023, sont prévus jusqu'au milieu de l’année 2026, ce qui rend impossible le maintien de l'ancien tracé. La suppression de deux chicanes a un impact significatif puisque désormais une seconde ligne droite de 397,9 m remplace les virages no 16 à no 19 et devient la deuxième plus longue portion à plein régime du circuit. Le nombre total de virages est désormais de 19. Les simulations estiment une amélioration des temps au tour d'environ vingt secondes (dans les faits, une dizaine de secondes).

### Confirmation de Liam Lawson par AlphaTauri
Liam Lawson, qui a remplacé Daniel Ricciardo à Zandvoort puis à Monza, est à nouveau aligné en course par la Scuderia AlphaTauri. Christian Horner a indiqué que l'Australien pourrait manquer quatre courses et ne faire son retrour que pour le Grand Prix du Qatar. Si Lawson est au volant de l'AT04, Ricciardo est présent à Singapour pour des « raisons d'ingénierie ».

## Pneus disponibles
| Pneus pour piste sèche | Pneus pour piste sèche | Pneus pour piste sèche | Pneus pluie    | Pneus pluie |
| ---------------------- | ---------------------- | ---------------------- | -------------- | ----------- |
| Durs (Type C3)         | Medium (Type C4)       | Tendres (Type C5)      | Intermédiaires | Pluie       |

## Essais libres

### Première séance, le vendredi de 18 h à 19 h
| Pos. | Pilote           | Voiture             | Chrono         | Écart     |
| ---- | ---------------- | ------------------- | -------------- | --------- |
| 1    | Charles Leclerc  | Ferrari             | 1 min 33 s 350 |           |
| 2    | Carlos Sainz Jr. | Ferrari             | 1 min 33 s 428 | + 0 s 078 |
| 3    | Max Verstappen   | Red Bull-Honda RBPT | 1 min 33 s 476 | + 0 s 126 |
| 4    | Lando Norris     | McLaren-Mercedes    | 1 min 33 s 522 | + 0 s 172 |
| 5    | Lewis Hamilton   | Mercedes            | 1 min 33 s 540 | + 0 s 190 |
| 6    | George Russell   | Mercedes            | 1 min 33 s 695 | + 0 s 345 |

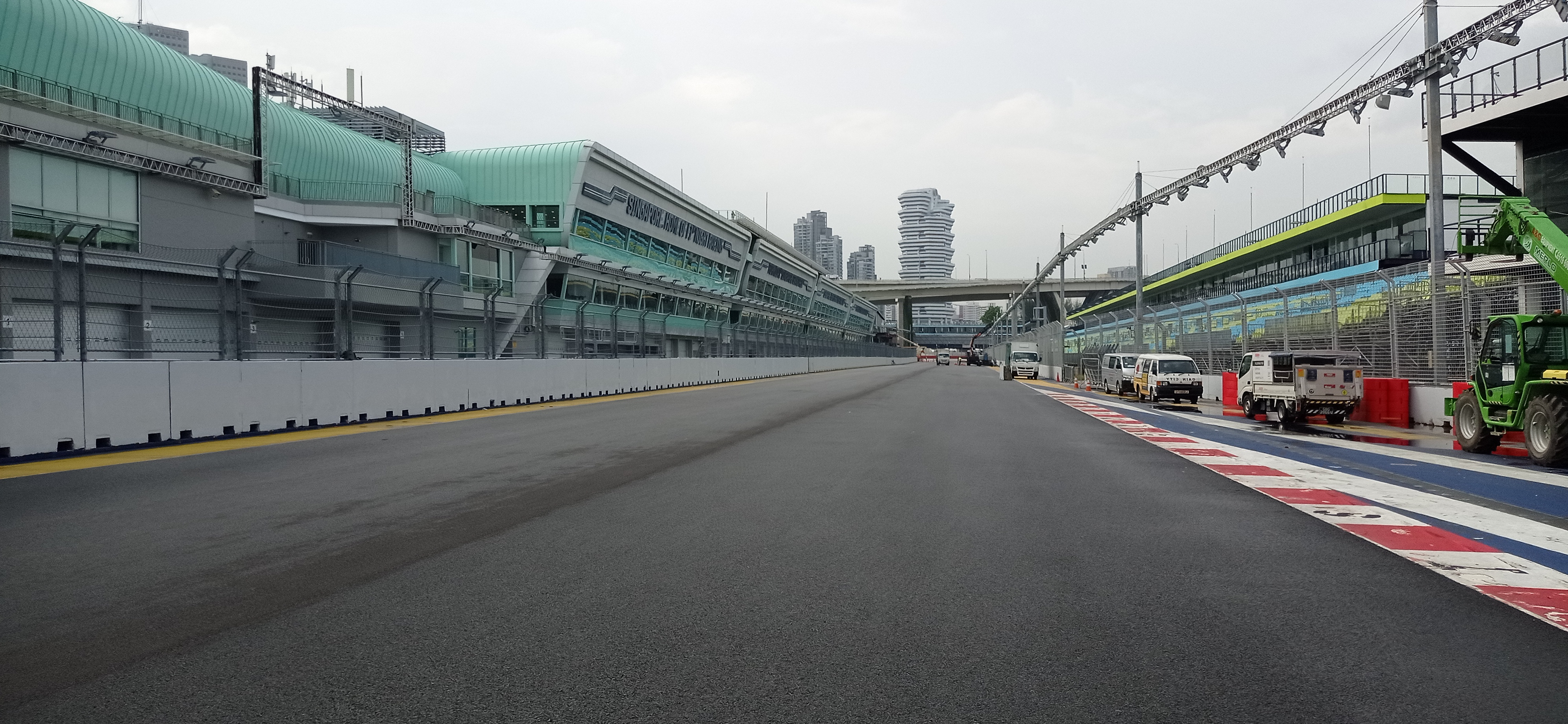
Le circuit urbain de Singapour en cours de montage à la mi-août.

- Des lézards ont perturbés la séance en traversant la piste à plusieurs reprises, comme en 2016 ; pour autant, les pilotes les ont presque tous évités (hormis Fernando Alonso) et la session n'a pas été interrompue[5],[6],[7],[8].

### Deuxième séance, le vendredi de 21 h à 22 h
| Pos. | Pilote           | Voiture               | Chrono         | Écart     |
| ---- | ---------------- | --------------------- | -------------- | --------- |
| 1    | Carlos Sainz Jr. | Ferrari               | 1 min 32 s 120 |           |
| 2    | Charles Leclerc  | Ferrari               | 1 min 32 s 138 | + 0 s 018 |
| 3    | George Russell   | Mercedes              | 1 min 32 s 355 | + 0 s 235 |
| 4    | Fernando Alonso  | Aston Martin-Mercedes | 1 min 32 s 478 | + 0 s 358 |
| 5    | Lewis Hamilton   | Mercedes              | 1 min 32 s 585 | + 0 s 465 |
| 6    | Lando Norris     | McLaren-Mercedes      | 1 min 32 s 711 | + 0 s 591 |

### Troisième séance, le samedi de 18 h à 19 h
| Pos. | Pilote           | Voiture             | Chrono         | Écart     |
| ---- | ---------------- | ------------------- | -------------- | --------- |
| 1    | Carlos Sainz Jr. | Ferrari             | 1 min 32 s 065 |           |
| 2    | George Russell   | Mercedes            | 1 min 32 s 135 | + 0 s 069 |
| 3    | Lando Norris     | McLaren-Mercedes    | 1 min 32 s 303 | + 0 s 238 |
| 4    | Max Verstappen   | Red Bull-Honda RBPT | 1 min 32 s 378 | + 0 s 313 |
| 5    | Charles Leclerc  | Ferrari             | 1 min 32 s 381 | + 0 s 316 |
| 6    | Lewis Hamilton   | Mercedes            | 1 min 32 s 535 | + 0 s 470 |

## Séance de qualifications

### Résultats des qualifications
| Pos.                                                                                      | Pilote           | Écurie                | Qualifications 1 | Qualifications 2 | Qualifications 3 |
| ----------------------------------------------------------------------------------------- | ---------------- | --------------------- | ---------------- | ---------------- | ---------------- |
| 1                                                                                         | Carlos Sainz Jr. | Ferrari               | 1 min 32 s 339   | 1 min 31 s 439   | 1 min 30 s 984   |
| 2                                                                                         | George Russell   | Mercedes              | 1 min 32 s 331   | 1 min 31 s 743   | 1 min 31 s 056   |
| 3                                                                                         | Charles Leclerc  | Ferrari               | 1 min 32 s 406   | 1 min 32 s 012   | 1 min 31 s 063   |
| 4                                                                                         | Lando Norris     | McLaren-Mercedes      | 1 min 32 s 483   | 1 min 31 s 951   | 1 min 31 s 270   |
| 5                                                                                         | Lewis Hamilton   | Mercedes              | 1 min 32 s 651   | 1 min 32 s 019   | 1 min 31 s 485   |
| 6                                                                                         | Kevin Magnussen  | Haas-Ferrari          | 1 min 32 s 242   | 1 min 31 s 892   | 1 min 31 s 575   |
| 7                                                                                         | Fernando Alonso  | Aston Martin-Mercedes | 1 min 32 s 584   | 1 min 31 s 835   | 1 min 31 s 615   |
| 8                                                                                         | Esteban Ocon     | Alpine-Renault        | 1 min 32 s 369   | 1 min 32 s 089   | 1 min 31 s 673   |
| 9                                                                                         | Nico Hülkenberg  | Haas-Ferrari          | 1 min 32 s 100   | 1 min 31 s 994   | 1 min 31 s 808   |
| 10                                                                                        | Liam Lawson      | AlphaTauri-Honda RBPT | 1 min 32 s 215   | 1 min 32 s 166   | 1 min 32 s 268   |
| 11                                                                                        | Max Verstappen   | Red Bull-Honda RBPT   | 1 min 32 s 398   | 1 min 32 s 173   |                  |
| 12                                                                                        | Pierre Gasly     | Alpine-Renault        | 1 min 32 s 452   | 1 min 32 s 274   |                  |
| 13                                                                                        | Sergio Pérez     | Red Bull-Honda RBPT   | 1 min 32 s 099   | 1 min 32 s 310   |                  |
| 14                                                                                        | Alexander Albon  | Williams-Mercedes     | 1 min 32 s 668   | 1 min 32 s 719   |                  |
| 15                                                                                        | Yuki Tsunoda     | AlphaTauri-Honda RBPT | 1 min 31 s 991   | pas de temps     |                  |
| 16                                                                                        | Valtteri Bottas  | Alfa Romeo-Ferrari    | 1 min 32 s 809   |                  |                  |
| 17                                                                                        | Oscar Piastri    | McLaren-Mercedes      | 1 min 32 s 902   |                  |                  |
| 18                                                                                        | Logan Sargeant   | Williams-Mercedes     | 1 min 33 s 252   |                  |                  |
| 19                                                                                        | Zhou Guanyu      | Alfa Romeo-Ferrari    | 1 min 33 s 258   |                  |                  |
| 20                                                                                        | Lance Stroll     | Aston Martin-Mercedes | 1 min 33 s 397   |                  |                  |
| Temps minimal à réaliser pour la qualification : 1 min 38 s 430 (107 % de 1 min 31 s 991) |                  |                       |                  |                  |                  |

### Grille de départ
- Après son accident lors des qualifications, Lance Stroll est déclaré apte à poursuivre le weekend. Dans un tour lancé, en fin de Q1, Stroll, déjà en glisse auparavant, a perdu le contrôle de sa monoplace dans le dernier virage après un décrochage de l'arrière sur un vibreur ; il fracasse son Aston Martin AMR23 dans les barrières Tecpro avant de s'immobiliser sur la piste. Stroll s'extrait de l'épave par ses propres moyens puis est emmené au centre médical pour un examen de contrôle[12]. Toutefois, le Canadien, vingtième et dernier des qualifications, déclare forfait pour la course ; l'état de sa voiture, sa position sur la grille et les douleurs qu'il ressent l'on conduit, avec son équipe, à prendre cette décision. Mike Krack, le directeur d'Aston martin déclare : « Toute l’équipe est soulagée que Lance ait pu sortir de la voiture après l'accident d'hier ; cependant, il ressent toujours les séquelles d'un accident aussi violent. Notre priorité maintenant est qu'il se rétablisse complètement et rapidement. Ensemble, nous avons décidé de manière sage qu'il ne participerait pas à la course de ce soir et se concentrerait pleinement sur son retour dans le cockpit pour le Grand Prix du Japon le weekend prochain[13]. »

## Course

### Classement de la course
| Pos. | no | Pilote           | Écurie                | Tours | Temps/Abandon                      | Grille | Points |
| ---- | -- | ---------------- | --------------------- | ----- | ---------------------------------- | ------ | ------ |
| 1    | 55 | Carlos Sainz Jr. | Ferrari               | 62    | 1 h 46 min 37 s 418 (172.274 km/h) | 1      | 25     |
| 2    | 4  | Lando Norris     | McLaren-Mercedes      | 62    | + 0 s 812                          | 4      | 18     |
| 3    | 44 | Lewis Hamilton   | Mercedes              | 62    | + 1 s 269                          | 5      | 15 + 1 |
| 4    | 16 | Charles Leclerc  | Ferrari               | 62    | + 21 s 177                         | 3      | 12     |
| 5    | 1  | Max Verstappen   | Red Bull-Honda RBPT   | 62    | + 21 s 441                         | 11     | 10     |
| 6    | 10 | Pierre Gasly     | Alpine-Renault        | 62    | + 38 s 441                         | 12     | 8      |
| 7    | 81 | Oscar Piastri    | McLaren-Mercedes      | 62    | + 41 s 479                         | 17     | 6      |
| 8    | 11 | Sergio Pérez     | Red Bull-Honda RBPT   | 62    | + 54 s 534 (+ 5 s de pénalité)     | 13     | 4      |
| 9    | 40 | Liam Lawson      | AlphaTauri-Honda RBPT | 62    | + 1 min 05 s 918                   | 10     | 2      |
| 10   | 20 | Kevin Magnussen  | Haas-Ferrari          | 62    | + 1 min 12 s 116                   | 6      | 1      |
| 11   | 23 | Alexander Albon  | Williams-Mercedes     | 62    | + 1 min 13 s 417                   | 14     |        |
| 12   | 24 | Zhou Guanyu      | Alfa Romeo-Ferrari    | 62    | + 1 min 23 s 649                   | 19     |        |
| 13   | 27 | Nico Hulkenberg  | Haas-Ferrari          | 62    | + 1 min 26 s 201                   | 9      |        |
| 14   | 2  | Logan Sargeant   | Williams-Mercedes     | 62    | + 1 min 26 s 889                   | 18     |        |
| 15   | 14 | Fernando Alonso  | Aston Martin-Mercedes | 62    | + 1 min 27 s 603                   | 7      |        |
| 16   | 63 | George Russell   | Mercedes              | 61    | Accident                           | 2      |        |
| Abd. | 77 | Valtteri Bottas  | Alfa Romeo-Ferrari    | 51    | Surchauffe                         | 16     |        |
| Abd. | 31 | Esteban Ocon     | Alpine-Renault        | 42    | Boîte de vitesses                  | 8      |        |
| Abd. | 22 | Yuki Tsunoda     | AlphaTauri-Honda RBPT | 0     | Accrochage                         | 15     |        |

### Pole position et record du tour
- Pole position :  Carlos Sainz Jr. (Ferrari) en 1 min 30 s 984 (195,463 km/h)[15].
- Meilleur tour en course :  Lewis Hamilton (Mercedes) en 1 min 35 s 867 (185,507 km/h) au quarante-septième tour ; troisième de l'épreuve, il remporte le point bonus associé[16].

### Tours en tête
- Carlos Sainz Jr. (Ferrari) : 62 tours (1-62)[17]

## Classements généraux à l'issue de la course
| Pos. | Pilote           | Écurie                | Points |
| ---- | ---------------- | --------------------- | ------ |
| 1    | Max Verstappen   | Red Bull-Honda RBPT   | 374    |
| 2    | Sergio Pérez     | Red Bull-Honda RBPT   | 223    |
| 3    | Lewis Hamilton   | Mercedes              | 180    |
| 4    | Fernando Alonso  | Aston Martin-Mercedes | 170    |
| 5    | Carlos Sainz Jr. | Ferrari               | 142    |
| 6    | Charles Leclerc  | Ferrari               | 123    |
| 7    | George Russell   | Mercedes              | 109    |
| 8    | Lando Norris     | McLaren-Mercedes      | 97     |
| 9    | Lance Stroll     | Aston Martin-Mercedes | 47     |
| 10   | Pierre Gasly     | Alpine-Renault        | 45     |
| 11   | Oscar Piastri    | McLaren-Mercedes      | 42     |
| 12   | Esteban Ocon     | Alpine-Renault        | 36     |
| 13   | Alexander Albon  | Williams-Mercedes     | 21     |
| 14   | Nico Hülkenberg  | Haas-Ferrari          | 9      |
| 15   | Valtteri Bottas  | Alfa Romeo-Ferrari    | 6      |
| 16   | Zhou Guanyu      | Alfa Romeo-Ferrari    | 4      |
| 17   | Yuki Tsunoda     | AlphaTauri-Honda RBPT | 3      |
| 18   | Kevin Magnussen  | Haas-Ferrari          | 3      |
| 19   | Liam Lawson      | AlphaTauri-Honda RBPT | 2      |

| Pos. | Écurie                | Points |
| ---- | --------------------- | ------ |
| 1    | Red Bull-Honda RBPT   | 597    |
| 2    | Mercedes              | 289    |
| 3    | Ferrari               | 265    |
| 4    | Aston Martin-Mercedes | 217    |
| 5    | McLaren-Mercedes      | 139    |
| 6    | Alpine-Renault        | 81     |
| 7    | Williams-Mercedes     | 21     |
| 8    | Haas-Ferrari          | 12     |
| 9    | Alfa Romeo-Ferrari    | 10     |
| 10   | AlphaTauri-Honda RBPT | 5      |

## Statistiques
Le Grand Prix de Singapour 2023 représente :
- la 5e pole position de Carlos Sainz Jr., sa seconde consécutive[20] ;
- la 2e victoire de Carlos Sainz Jr.[21] ;
- la 243e victoire pour Ferrari en tant que constructeur[22] ;
- la 244e victoire pour Ferrari en tant que motoriste[23] ;
- les 1ers points de Liam Lawson, pour son troisième départ en Grand Prix[24] ;
- le 1er Grand Prix mené de bout en bout par Carlos Sainz Jr., pour son 177e départ en Grand Prix[25] ;
- le 250e départ en Grand Prix de Sergio Pérez[26].

Au cours de ce Grand Prix :
- Carlos Sainz Jr. met fin aux séries records de quinze victoires consécutives de Red Bull Racing (depuis le Grand Prix d'Abou Dabi 2022) et de dix victoires consécutives de Max Verstappen (depuis le Grand Prix de Miami 2023)[27],[28] ;
- Fernando Alonso, en tête de ce classement, passe la barre des 100 000 km en Formule 1 (100 231 km)[29],[30];
- Carlos Sainz Jr. passe la barre des 900 points inscrits en Formule 1 (924,5 points)[31] ;
- Carlos Sainz Jr. est élu « pilote du jour » à l'issue d'un vote organisé sur le site officiel de la Formule 1[32] ;
- Vitantonio Liuzzi (80 départs en Grands Prix entre 2005 et 2011, 26 points inscrits) est nommé conseiller par la FIA pour aider dans leurs jugements le groupe des commissaires de course[33].